# Mary Beckman
Mary Esther Beckman (septiembre de 1953) es una lingüista y profesora emérita de la Universidad Estatal de Ohio.

## Carrera
Beckman obtuvo un doctorado en la Universidad de Cornell en 1984. Fue miembro postdoctoral del personal técnico en lingüística e inteligencia artificial en AT&T Bell Laboratories, antes de incorporarse como profesora de lingüística en la Universidad Estatal de Ohio en 1985, donde ha dirigido al menos veinticinco tesis doctorales.
Sus primeras investigaciones se centraron en la prosodia y el desarrollo del sistema de transcripción de entonación Tones and Breaks Indexes (ToBI). Más recientemente, su trabajo se ha centrado en los trastornos fonológicos y la adquisición del lenguaje infantil.
Quizás una de sus contribuciones más significativas a la lingüística es la organización de la primera conferencia de fonología de laboratorio en Columbus, Ohio, con John Kingston en 1987. Junto a Kingston, se desempeñó como editora de la serie Papers in Laboratory Phonology de Cambridge University Press desde 1987 hasta 2004. La fonología de laboratorio fue uno de los dos desarrollos más importantes durante la década de 1990 en las subdisciplinas lingüísticas que estudian los sistemas de sonido del lenguaje, y dio origen a la Asociación de Fonología de Laboratorio.

## Honores y premios
En 1988 ganó el Presidential Younf Investigator Award de la Fundación Nacional de Ciencias.
Entre 1990 y 1994 fue editora del Journal of Phonetics.
Beckman ingresó como fellow de la Sociedad Lingüística de América en 2011. En 2015, recibió la Medalla al Logro Científico de la International Speech Communication Association.

## Vida personal
Beckman está casada con John S. Cikoski, especialista en chino clásico.

## Publicaciones selectas
- Beckman, Mary E. (1986). Stress and Non-Stress Accent. Netherlands Phonetic Archives Series. Walter de Gruyter. ISBN 978-3-11-013729-3.
- Pierrehumbert, Janet B.; Mary E. Beckman (1988). Japanese Tone Structure. MIT Press. ISBN 978-0-262-16109-1.
- Kingston, John; Beckman, Mary (1990). Papers in Laboratory Phonology I: Between the Grammar and Physics of Speech. Cambridge University Press. ISBN 978-0-521-36238-2.
- Beckman, Mary, Ken de Jong, Sun-Ah Jun, & Sook-hyang Lee (1992) “The Interaction of Coarticulation and Prosody in Sound Change,” Language and Speech 35 (1, 2). pp. 45–58. doi 10.1177/002383099203500205